# 피어스 존슨
피어스 윌리엄 존슨(영어: Pierce William Johnson, 1991년 5월 10일 ~ )은 미국의 야구 선수이자, 현 센트럴 리그 샌디에이고 파드리스의 소속 선수(투수)이다.